# クラヴサン曲集第2巻 (クープラン)

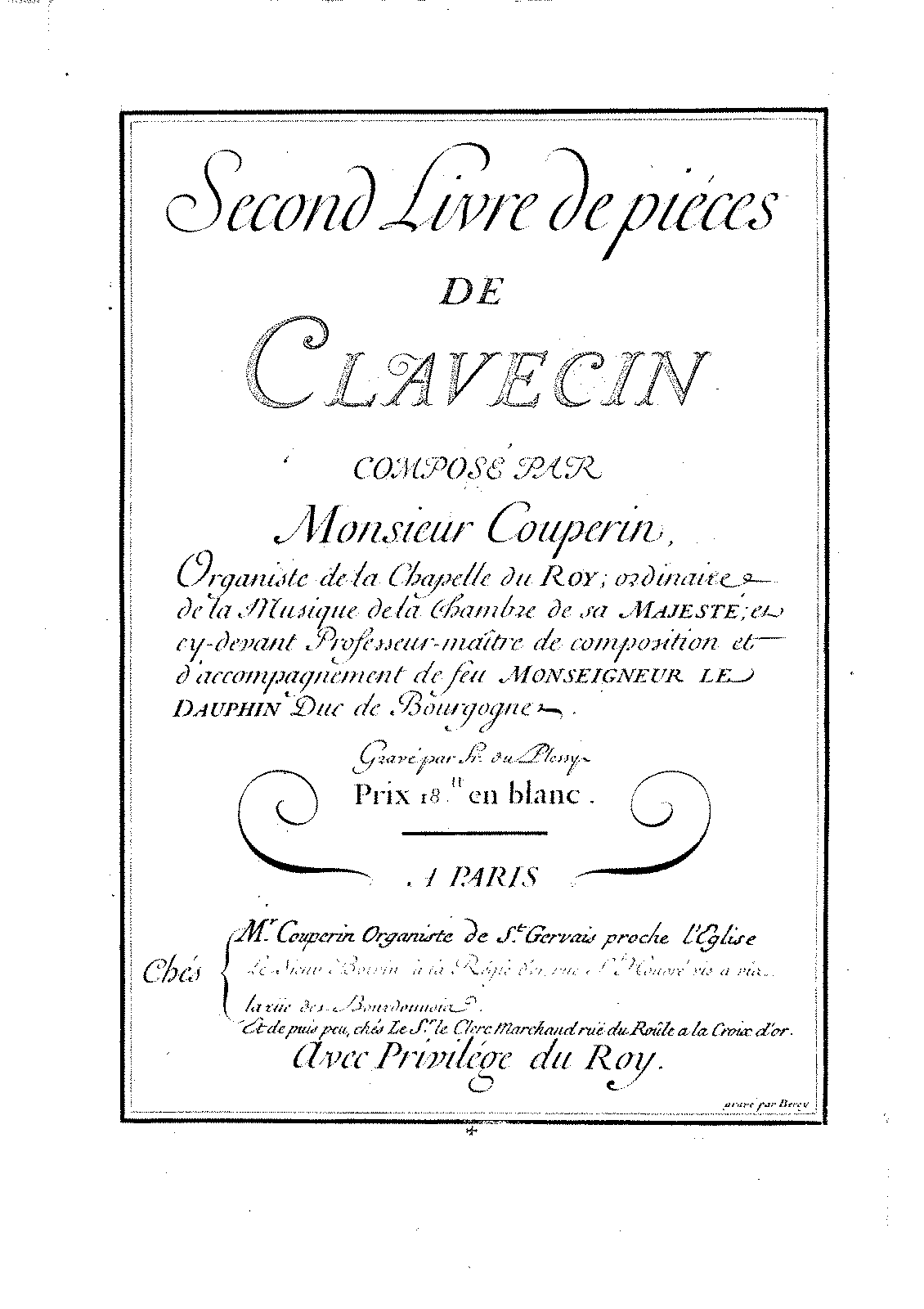
クラヴザン曲集第2巻

クラヴサン曲集第2巻 (仏: Pièces de clavecin ... Second livre)は、フランスの作曲家、フランソワ・クープランが1716年から1717年にかけて作曲したクラヴサンのための作品集である。

## 楽曲構成
作品は7つのオルドル (組曲)、全51曲からなる。またオルドルのナンバリングは1713年の第1巻から継続しているため、第6オルドルから始まる。

### 第6オルドル
1. 収穫をする人々
2. 心地よい恋やつれ
3. さえずり
4. ベルサン
5. 神秘的なバリケード
6. 牧歌
7. おしゃべりな女
8. 羽虫

### 第7オルドル
1. メヌトゥ嬢
2. 子供の時代
  1. ミューズの誕生
  2. 幼年期
  3. 青春
  4. 逸楽
3. バスク風
4. シャーゼ
5. 気晴らし

### 第8オルドル
1. 女流画家
2. 女流詩人
3. クーラント
4. 風変わり
5. ガヴォット
6. ロンド
7. ジグ
8. パッサカリア
9. モラン嬢

### 第9オルドル
1. 2台のクラヴサンによるアルマンド
2. さわやかさ
3. 魅惑
4. サンスの公女
5. オリュンピア風
6. あてこすり女
7. 誘惑女
8. だぶだぶの田舎帽子
9. 略式礼服、または3人の寡婦
10. メヌエット

### 第10オルドル
1. 凱旋
  1. 戦いの響き
  2. 勝利者の狂喜
2. メザンジェール
3. ガブリエル
4. ノワンテール
5. すばしっこい女
6. アマゾン
7. バガテル

### 第11オルドル
1. カストラーヌ
2. 輝かしい女、またはボンタン夫人
3. 生まれながらのあでやかさ
4. ゼノビ
5. 昔の偉大なメネストランディーズの記録
  1. 貴族とメネストランディーズ会員
  2. ヴィエール弾きと乞食
  3. 熊と猿を連れたジョングルールと軽業師と大道芸人
  4. 傷痍軍人、または偉大なメネストランディーズに仕える身体障害者
  5. 酔っぱらいと猿と熊たちによってひき起こされた一座の無秩序と混乱

### 第12オルドル
1. 双生児
2. 親密
3. 粋な女
4. コリバント
5. ヴォーヴレ
6. 糸を紡ぐ女
7. ブーローニュの人
8. アタラント